# Łopatka skrzydlata
Łopatka skrzydlata (łac. scapula alata) - jeden z objawów uszkodzenia nerwu piersiowego długiego. Występuje wtedy porażenie mięśnia zębatego przedniego, które powoduje przesunięcie obręczy kończyny górnej do tyłu, wyższe ustawienie łopatki i nieznaczne oddalenie brzegu przyśrodkowego łopatki od klatki piersiowej.

Przeczytaj ostrzeżenie dotyczące informacji medycznych i pokrewnych zamieszczonych w Wikipedii.